# 白硫磺泉鎮 (北卡羅萊納州)
白硫磺泉鎮（英語：White Sulphur Springs）是位於美國北卡羅萊納州薩里縣的非建制地區。

## 歷史
白硫磺泉鎮的郵局於1875年設立，其後於同年停運。

## 地理
白硫磺泉鎮所處的海拔為高於海平面427米（即1401英呎），而該地所採用的時區為UTC-5，即北美东部时区（EST）。同時該地設有夏令時間，為UTC-5調快一小時，即UTC-4（EDT）。